# Lac qui Parle County
Lac qui Parle County er et amt i den amerikanske delstat Minnesota. Amtet ligger i den vestlige del af delstaten og grænser op til Big Stone County i nord, Swift County i nordøst, Chippewa County, Minnesota i øst og mod Yellow Medicine County i syd. Amtet grænser desuden op til delstaten South Dakota i vest.
Lac qui Parle Countys totale areal er 2.015 km² hvoraf 34 km² er vand. I 2000 havde amtet 8.067 indbyggere. Amtets administration ligger i byen Madison.
45°00′N 96°11′V / 45°N 96.18°V